# Gymnoscelis bicoloria
Gymnoscelis bicoloria là một loài bướm đêm trong họ Geometridae.